# Harriet Tubman
Harriet Tubman (n. 1820 ca „Araminta Ross” în comitatul Dorchester County, Maryland – d. 10 martie 1913) a fost una dintre cele mai cunoscute membre a organizției „Underground Railroad” care era angajată în ajutorul sclavilor fugiți de la proprietarii lor din statele americane din sud. Un rol important care a determinat angajarea deosebită a ei era religia, în Războiul civil american s-a oferit voluntară în armata unionistă ca soră medicală, bucătăreasă și iscoadă.
Pentru lupta ei pentru libertatea afro-americanilor, este considerată una dintre femeile care au schimbat cursul istoriei SUA, imaginea ei fiind propusă să apară pe bancnota de 20 de dolari.